# Real Madrid Club de Fútbol 1985-1986
Questa voce raccoglie le informazioni riguardanti il Real Madrid Club de Fútbol nelle competizioni ufficiali della stagione 1985-1986.

## Stagione
Subito un cambio di dirigenza all'inizio della stagione (a Luis de Carlos subentrò Ramón Mendoza) il Real Madrid, rinnovato e sfoltito nell'organico (furono acquistati giocatori di primo piano come Hugo Sánchez e Antonio Maceda) guidato da Luis Molowny, visse una stagione da protagonista su tutti i fronti, vincendo il campionato dopo un quinquennio di dominio dei club baschi, bissando il successo in Coppa UEFA (grazie a un 5-1 nella finale di andata contro il Colonia) e perdendo la possibilità di accedere in finale di Coppa del Re a causa di una sconfitta in semifinale contro il Real Saragozza.

## Rosa
| N. |                   | Ruolo | Calciatore                |
| -- | ----------------- | ----- | ------------------------- |
|    | Spagna (bandiera) | P     | José Manuel Ochotorena    |
|    | Spagna (bandiera) | P     | Agustín Rodríguez         |
|    | Spagna (bandiera) | D     | Chendo                    |
|    | Spagna (bandiera) | D     | José Antonio Camacho      |
|    | Spagna (bandiera) | D     | Manuel Sanchís Hontiyuelo |
|    | Spagna (bandiera) | D     | Antonio Maceda            |
|    | Spagna (bandiera) | D     | José Antonio Salguero     |
|    | Spagna (bandiera) | D     | Isidoro San José          |
|    | Spagna (bandiera) | D     | Jesús Ángel Solana        |
|    | Spagna (bandiera) | D     | Francisco José Rodríguez  |

| N. |                      | Ruolo | Calciatore        |
| -- | -------------------- | ----- | ----------------- |
|    | Spagna (bandiera)    | C     | Ricardo Gallego   |
|    | Spagna (bandiera)    | C     | Míchel            |
|    | Spagna (bandiera)    | C     | Rafael Gordillo   |
|    | Spagna (bandiera)    | C     | Martín Vázquez    |
|    | Messico (bandiera)   | A     | Hugo Sánchez      |
|    | Spagna (bandiera)    | A     | Emilio Butragueño |
|    | Argentina (bandiera) | A     | Jorge Valdano     |
|    | Spagna (bandiera)    | A     | Santillana        |
|    | Spagna (bandiera)    | A     | Juanito           |
|    | Spagna (bandiera)    | A     | Cholo             |

## Statistiche

### Statistiche di squadra
| Competizione     | Punti | Totale | Totale | Totale | Totale | Totale | Totale | DR  |
| Competizione     | Punti | G      | V      | N      | P      | Gf     | Gs     | DR  |
| ---------------- | ----- | ------ | ------ | ------ | ------ | ------ | ------ | --- |
| Primera División | 56    | 34     | 26     | 4      | 4      | 83     | 33     | +50 |
| Coppa del Re     | -     | 6      | 4      | 1      | 1      | 14     | 6      | +8  |
| Coppa UEFA       | -     | 12     | 6      | 1      | 5      | 26     | 16     | +10 |
| Totale           | -     | 52     | 36     | 6      | 10     | 113    | 55     | +58 |

### Statistiche dei giocatori
| Giocatore      | Primera División | Primera División | Primera División | Primera División |
| Giocatore      | Pres             | Gol              | Am               | Esp              |
| -------------- | ---------------- | ---------------- | ---------------- | ---------------- |
| Agustín        | 12               |                  |                  |                  |
| Butragueño     | 31               | 10               |                  |                  |
| Camacho        | 29               |                  | 3                |                  |
| Chendo         | 30               |                  | 3                |                  |
| Cholo          | 8                | 3                | 1                |                  |
| Gallego        | 31               | 2                | 3                |                  |
| Gordillo       | 22               | 1                |                  |                  |
| Juanito        | 28               | 4                | 3                |                  |
| Maceda         | 28               | 5                | 6                |                  |
| Martín Vázquez | 17               | 3                |                  |                  |
| Míchel         | 31               | 7                | 3                |                  |
| Otxotorena     | 28               |                  | 1                |                  |
| Rodríguez      | 12               |                  |                  |                  |
| Salguero       | 14               | 1                | 1                |                  |
| Sánchez        | 33               | 22               | 2                | 1                |
| Sanchís        | 29               | 1                | 5                |                  |
| San José       | 6                |                  |                  |                  |
| Santillana     | 27               | 4                | 1                |                  |
| Solana         | 4                | 2                |                  |                  |
| Valdano        | 32               | 16               | 3                |                  |